# Tacloban
Tacloban este un oraș-port din Filipine, situat pe Insula Leyte. El se află situat la aproximativ 580 km sud-est de Manila. Este capitala provinciei Leyte și un centru regional important al regiunii Bisaya Orientală.
1. ↑   https://web.archive.org/web/20110522022049/http://globalnation.inquirer.net/cebudailynews/visayas/view/20081220-179060/Tacloban-is-1st-highly-urbanized-city Lipsește sau este vid: |title= (ajutor)
2. ↑   http://nap.psa.gov.ph/activestats/psgc/province.asp?provcode=083700000&regName=REGION%20VIII%20(Eastern%20Visayas) Lipsește sau este vid: |title= (ajutor)